# Liste der Stolpersteine in Hamburg-Billstedt
Die Liste der Stolpersteine in Hamburg-Billstedt enthält alle Stolpersteine, die im Rahmen des gleichnamigen Kunst-Projekts von Gunter Demnig in Hamburg-Billstedt verlegt wurden. Mit ihnen soll an Opfer des Nationalsozialismus erinnert werden, die in Hamburg-Billstedt lebten und wirkten.
Diese Seite ist Teil der Liste der Stolpersteine in Hamburg, da diese mit insgesamt 7139 (Stand: März 2025) Steinen zu groß würde und deshalb je Stadtteil, in dem Steine verlegt wurden, eine eigene Seite angelegt wurde.
| Adresse                      | Person(en)        | Inschrift | Bild | Anmerkung                            |
| ---------------------------- | ----------------- | --- | ---- | ------------------------------------ |
| Billstedter Hauptstraße 8 ·  | Paula Laser       | Hier wohnte Paula Laser geb. Schleimer Jg. 1881 deportiert 1941 Riga ermordet                                                       |      | Eintrag auf stolpersteine-hamburg.de |
| Billstedter Hauptstraße 8 ·  | Simon Laser       | Hier wohnte Simon Laser Jg. 1882 deportiert 1941 Riga ermordet                                                                      |      | Eintrag auf stolpersteine-hamburg.de |
| Billstedter Hauptstraße 50 · | David Isenberg    | Hier wohnte David Isenberg Jg. 1861 deportiert 1942 Theresienstadt ermordet 22.2.1943                                               |      | Eintrag auf stolpersteine-hamburg.de |
| Billstedter Hauptstraße 50 · | Roline Isenberg   | Hier wohnte Roline Isenberg geb. Isenberg Jg. 1872 deportiert 1942 Theresienstadt ermordet 27.2.1944                                |      | Eintrag auf stolpersteine-hamburg.de |
| Billstedter Mühlenweg 16 ·   | Martha Mende      | Hier wohnte Martha Mende Jg. 1914 eingewiesen 14.8.1943 ‚Heilanstalt‘ Am Steinhof/Wien tot 29.10.1945                               |      | Eintrag auf stolpersteine-hamburg.de |
| Horner Landstraße 416 ·      | Jonni Rummel      | Hier wohnte Jonni Rummel Jg. 1924 verhaftet ‚Wehrkraftzersetzung‘ erschossen Feb. 1945 Königsberg                                   |      | Eintrag auf stolpersteine-hamburg.de |
| Horner Landstraße 416 ·      | John Trettin      | Hier wohnte John Trettin Jg. 1892 verhaftet 1933 KZ Fuhlsbüttel ermordet 8.11.1934                                                  |      | Eintrag auf stolpersteine-hamburg.de |
| Klinkstraße 14 ·             | Willi Winkelmann  | Hier wohnte Willi Winkelmann Jg. 1901 verhaftet Strafbataillon 999 tot 24.12.1944 Jarken/Ostpreußen                                 |      | Eintrag auf stolpersteine-hamburg.de |
| Möllner Landstraße 107 ·     | Hermann Martinius | Hier wohnte Hermann Martinius Jg. 1888 verhaftet ‚illegales Radiohören‘ Zuchthaus Hameln Flucht in den Tod 26.1.1945                |      | Eintrag auf stolpersteine-hamburg.de |
| Oberschleems 29 ·            | Adolf Rembte      | Hier wohnte Adolf Rembte Jg. 1902 verhaftet 1935 Berlin ‚Hochverrat‘ hingerichtet 4.11.1937 Berlin-Plötzensee                       |      | Eintrag auf stolpersteine-hamburg.de |
| Öjendorfer Weg 11 ·          | Josef Florczak    | Hier wohnte Josef Florczak Jg. 1905 verhaftet auf der Flucht angeschossen 5.3.1933 tot an Folgen 14.3.1933 Krankenhaus Bad Oldesloe |      | Eintrag auf stolpersteine-hamburg.de |
| Öjendorfer Weg 41 ·          | Katharina Corleis | Hier wohnte Katharina Corleis Jg. 1877 inhaftiert KZ Fuhlsbüttel ermordet 26.6.1935                                                 |      | Eintrag auf stolpersteine-hamburg.de |
| Schiffbeker Weg 9 ·          | Rudolf Kroohs     | Hier wohnte Rudolf Kroohs Jg. 1910 im Widerstand Spanienkämpfer tot 1938 am Ebro                                                    |      | Eintrag auf stolpersteine-hamburg.de |
| Schiffbeker Weg 9 ·          | Fiete Schulze     | Hier wohnte Fiete Schulze Jg. 1894 im Widerstand inhaftiert Untersuchungsgefängnis Hamburg enthauptet 6.6.1935                      |      | Eintrag auf stolpersteine-hamburg.de |
| Steinbeker Hauptstraße 19 ·  | Frieda Brütt      | Hier wohnte Frieda Brütt Jg. 1909 eingewiesen 14.8.1943 ‚Heilanstalt‘ Am Steinhof/Wien ermordet 6.3.1944                            |      | Eintrag auf stolpersteine-hamburg.de |